# Grignon, Savoie
Grignon är en kommun i departementet Savoie i regionen Auvergne-Rhône-Alpes i sydöstra Frankrike. Kommunen ligger i kantonen Albertville-Sud som tillhör arrondissementet Albertville. År 2022 hade Grignon 2 104 invånare.

## Befolkningsutveckling
Antalet invånare i kommunen Grignon
| Referens: INSEE |